# Nœud de chaise d'eau

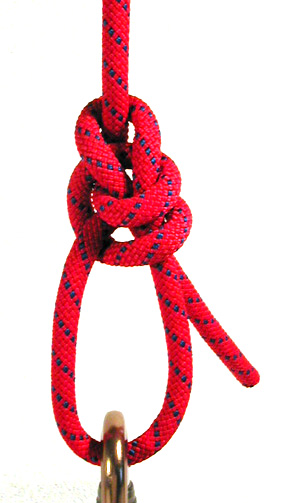

Le nœud de chaise d'eau est une variante du nœud de chaise, recommandée pour les conditions humides où d'autres nœuds pourraient glisser ou se coincer.
Il est utilisé notamment en escalade comme nœud d'encordement.